# Школа № 1788
Школа № 1788, до 2012 года Изва́ринская сре́дняя общеобразова́тельная шко́ла — общеобразовательное учебное учреждение муниципального подчинения города Москвы. До присоединения в 2012 году к Москве школа была старейшим общеобразовательным учебным заведением Ленинского района Московской области.
Один из первых учителей Изваринской школы священник Константин Васильевич Косьминский (1864—1949) положил начало педагогической династии, к которой принадлежат 15 учителей, и общий преподавательский стаж которых превышает 500 лет.

### Обучение
Классы с 1 по 7 занимаются в одну смену по пятидневной рабочей неделе. Классы с 8 по 11 занимаются по шестидневной рабочей неделе. Имеется группа продленного дня для учащихся начальных классов с режимом работы с 12 до 18 часов. Со 2-го класса учащиеся изучают английский язык и информатику.
Ежегодно в школе обучаются 100—150 учащихся, в том числе 30-40 воспитанников детского дома «Молодая гвардия».

### Преподавательский состав
Численный состав — к 2021 году по информации ВГУМ количество учителей превысило 200 человек. В школе преподают больше 170 человек учителя, награждённых медалью «Ветеран труда», 1 отличник народного просвещения, 7 учителей высшей категории, 4 учителя I квалификационной категории, 4 учителя II квалификационной категории.
В стартовый год национального проекта «Образование» учитель русского языка Лидия Жигулина стала его победителем. В 2009 году преподаватель английского языка Ольга Щепина дошла до полуфинала областного конкурса «Учитель года».
В школе почти нет текучести кадров[значимость факта?].

## История
- до 1896 — священник Изварина Александр Подобедов создал в своём доме «домашнюю неофициальную» школу, в которой к 1896 году занималось около 10 учеников. Отцу Александру помогала учительница Ольга Востокова[1].
- 1896 — на средства попечителя С. А. Корзинкина и с помощью фабриканта А. И. Абрикосова построено первое кирпичное здание Изваринской церковно-приходской школы[2], впоследствии расширенное и переустроенное[1].
- 1900-е — Александра Подобедова сменили поселившийся в его доме переведённый из села Братеево священник Константин Косьминский с дочерью Татьяной и её мужем священником Александром Скворцовым. Главными предметами были Закон Божий, математика и русский язык, дополнительными — история, природа родного края, трудовое воспитание[1].
- 1910-е — местный помещик, генерал Пахульский построил вблизи своего имения второе кирпичное здание, куда после 1917 года были переведены пятый, шестой и седьмые классы, пополнившиеся воспитанниками детского дома «Молодая гвардия»[1].
- В 1950 году Управление Московско-Киевской железной дороги поставило перед собой задачу построить школу близ станции Внуково Кунцевского района Московской области. За основу были взяты типовые архитектурные проекты, составлена смета, продуман план благоустройства, школа должна была получится просторной и светлой. К выбору места будущего строительства подошли основательно, так как школа должна была стать местом учебы для многих ребят из окрестных деревень, военного городка и разгрузить старейшею изваринскую школу. Главным критерием при выборе места была доступность, поэтому изначально была построена дорога, разбит участок с перспективой развития и возможностью строительства дополнительных строений. Процесс согласования шел быстро, работа спорилась и уже в 1951 году развернулось строительство. Особо хочется отметить с каким вниманием подошли к планировки площади, были сохранены все деревья и большая часть кустарника. В январе 1952 года на станции Внуково была открыта семилетняя школа № 9. Первым её директором был Иван Матвеевич Калинкин. Который с первого дня работы начал собирать уникальный педагогический коллектив, который и по сей день с теплотой вспоминают многие жители Внукова, Изварина, посёлка МВТ: В.А.Затопляева, К.М. Крамина, З.Ф.Кирноз, В.Н.Куприянова, Е.И.Крюкова, М.П.Коваленко, Е.В.Кучеренко, И.Д.Терехова, А.П.Строганова, П.А.Серяков, З.Г.Яшина,Л.Г.Александрова, Е.Т.Ковалева,Л.П.Коваленко, С. А. Терехова.  Среди первых учителей были ветераны Великой Отечественной войны, доподлинно известна биография Тереховой Ирины Дмитриевны (14.02.1925 - 21.12.2014 )
- 1961 — построено новое, нынешнее здание школы[2].

## Директора
- ?-? - Александр Яковлевич Горлов:  При втором директоре Александре Яковлевиче Горлове школа была известна на всю округу, благодаря активному участию в движении «Украсим Родину садами!» Ученики заложили сад на пришкольном участке, посадили деревья вдоль дороги к деревне Абабурово, кусты шиповника по Железнодорожной ул., ухаживали за садами на станции Чоботы (ныне Мичуринец).Образцы продукции из школьной теплицы получили Золотую медаль ВДНХ. Был организован зоологический уголок при школе, в котором содержались многие виды животных и птиц, проводились практические занятия и наблюдения.

После триумфальной победы советских спортсменов на Олимпиаде в Хельсинки в 1952 году в школе создается несколько спортивных команд, 14 кубков за победы в соревнованиях по волейболу и настольному теннису украшали Ленинскую комнату, на стадионе, находящимся в непосредственной близости от школы (ныне не существует), проходили встречи с командой «Локомотив».
В 1955 году за участие в «Звездных походах» школа была награждена грамотой ЦК ВЛКСМ.
Учащихся было так много, что школа работала в три смены. Здесь учились дети жителей деревни Внуково, дети писателей и актеров из дачных кооперативов, работников Минвнешторга из посёлка МВТ, военных из Одинцово, энергетиков из Лесного городка, преподавателей МГУ из Мичуринца, специалистов железной дороги из Кокошкино, Толстопальцево и Переделкино.
Годы шли, административная реформа упразднила город Кунцево, он вошел в состав Москвы в 1960 году, изменились очертания районов Московской области. Поэтом вскоре Внуковская школа была расположена близ границы трёх районов Московской области: Ленинского, Одинцовского, Наро-Фоминского, на пересечении железнодорожных, автомобильных и авиационных трасс.
В 1958 году семилетняя школа № 9 передана из железнодорожного управления в ведение Управления образования Ленинского района и получила название Внуковская средняя общеобразовательная политехническая трудовая школа №18, однако №9 сохранился за школой, но теперь это была вечерняя школа рабочей молодежи.
После победы Кубинской революции в 1959 году комсомольская организация школы стала бороться за право носить имя лидера кубинской революции, и 9 комсомольцев встречались с самим Фиделем Кастро. Полёт в космос Ю.А.Гагарина повлиял на судьбы многих учеников, так все три брата Мощенко связали свое будущее с космосом. А начиналось все с того, что в апреле 1961 года многие ученики сбежали с уроков и поехали в аэропорт встречать Гагарина. В 1962 г. старшая пионервожатая Мария Григорьевна Фриск привезла космонавта № 2 Германа Титова на встречу с учащимися.
Пионерская дружина начала борьбу за право носить имя Ю. А. Гагарина. За активную работу учащиеся школы были приглашены на открытие бассейна «Москва», а начальник аэропорта Внуково организовал для них бесплатное катание на вертолёте.
- ?—2008 — Ольга Константиновна Монахова[5]
- 2008 — 2016 — Вера Александровна Клемчук[4], работает в школе со времени окончания педагогического института в 1983 году[2].
- 2016 - по настоящее время - Александр Анатольевич Ездов, работает в школе  директором после Веры Александровны Клемчук.

## Прочее
- Изваринская школа шефствует над мемориалом на Изваринском кладбище в честь защитников Москвы, погибших в октябре-декабре 1941 года[6].